# Триглав (парк)
Вижте пояснителната страница за други значения на Триглав.
Националният парк „Триглав“ (на словенски: Tríglavski národni párk) е разположен в северозападна Словения, Юлийските Алпи.
Той е единственият национален парк в Словения и в него е в сила специален природозащитен режим, който е по-строг от този в защитените местности. На територията на парка преобладава високопланински карст. Растителността в парка е характерна алпийска растителност, макар че поради близостта на Адриатическо море и влиянието на средиземноморския климат в югозападната част на парка се среща и растителност, характерна за адриатическото крайбрежие. Площта на парка е 83 807 ха, най-високата му точка е връх Триглав (2864 м), а най-ниската – река Толминка (180 м).
Паркът носи името на Триглав – най-високия връх в Словения, който се намира почти в центъра на парка.

## История
- Замисъл за основаване: 1908
- Основаване на Алпийски природозащитен парк: 1924 (площ 1400 ха).
- Преименуване в Национален парк „Триглав“: 1961 (площ 2000 ха).
- Разширяване на Националния парк „Триглав“: 1981 (площ: 83 807 ха).

## Хидрологияна Националния парк „Триглав“
В Националния парк „Триглав“ има два по-големи извора:
- на река Соча, която се влива в Адриатическо море
- на река Сава, която тече по посока на Черно море

Предимно раздвиженият терен на планинския карст е причина за поява на редица постоянни водопади. Най-многобройни са по поречието на Соча.

### Соча
Между върховете Мангарт (или Мангърт) (2679 м) и Яловец‎ (2645 м) извира Лошка Коритница (Коритница). Притоците ѝ имат изключително раздвижено русло с множество водопади. Предилница е десен приток на Коритница. Най-високият ѝ водопад е Пределски слап, над 50 м. Внимание заслужава и височината на Слап зароченца (водопада на годеника) (30 м) и Пошевни слап (полегатия водопад) (20 м).
Фратарница  е ляв приток на Коритница. Извира под връх Облица (2246 м). Разликата във височината между извора на потока и устието му е около 1000 м, въпреки краткия му път. Най-високият му водопад е Велики Дърсник (112 м), който се състои от три степени. В долината на река Лошка Коритница се намира леснодостъпният живописен водопад Скок (или Парабола, 48 м).
В долното течение на Коритница се влива доста мощният приток Можница  (познат в миналото като Немчля). Интересен е 18-метровият водопад Велики можнишки слап, който пада под естествен мост.
Река Коритница си пробива път през еднокилометров каньон между върховете Ромбон (2208 м) и Кърнице (2234 м). Известна е с 60-метровата дълбочина на коритото в протежение на 200 м. Най-добре се вижда от моста при крепостта Клуже.
През 1981 в Националния парк „Триглав“ е включена и долината Трента. В долната си част, при село Соча се слива с местността Връсник, на изток, при селището Трента на Логу, достига до долината Задница, а на север преминава в долината Заподен. През долината Заподен тече Сухи поток . В горното му течение е официално най-високият постоянен водопад в Националния парк „Триглав“: Слап под планино Запоток (водопадът под рида Запоток) (121 м). При вливане на Сухи поток в Соча, той донася по-голямото количество вода.
Малко над устието на Сухи поток, на височина 1050 м, се намира карстовият извор на река Соча , който е популярна туристическа дестинация.
Любопитен факт: старото име на Соча в горното ѝ течение, между извора и Трента на Логу е било Шнита.
В тази част реката има и по-малки притоци. По дълбочината си е известен левият ѝ приток Млинарица . Туристите имат достъп до долния водопад, висок 8 м и до 'входа' към ждрелото.
В близост се намира алпийската ботаническа градина Юлиана , в която са събрани над 1000 растителни вида от алпийската флора, предимно от Юлийските Алпи. Над нея се издига Рдечи грабен, по който се спуска почти 200-метрова поредица от водопади.
Центътр на Трента е селището Трента на Логу. Над него се издига стръмният каньон Клома , по който се спуска буен поток. Той преодолява стръмнината чрез 200-метрова поредица от водопади, която по големия дебит може да се смята за 200-метров многостепенен водопад.
Източно от селището Трента на Логу в Соча се влива левият ѝ приток Крайцарица, която тече през долината Задница. Тук се намира и заслужаващият внимание Бели поток  със своя 15-метров водопад в долното си течение.
В долната част на долината Трента река Соча минава през местността Мала корита, под която от лявата страна се влива потока Връсник. Местността, през която тече потокът, също се нарича Връсник . По своя път потокът Връсник е издълбал ждрело, което достига до 15 м дълбочина и дължина 150 м. По-надолу се намират водопадите. През дъждовния период във Връсник се влива ляв приток, буен поток, който образува висок над 100 м непостоянен водопад. В дълбоко ждрело като Връсник тече и неговия десен приток Сухи поток.
Изходен пункт към Крънското езеро  и към Крън  (2244 м) е от долината Лепена. Потокът Лепенца  извира в „басейн“ с размери 1×1 м на височина 1100 м, под връх Дебеляк (1869 м). Този район през 1998 г. е сериозно засегнат от земетресение, така че водопадите и ждрелото под тях биват засипани. Натрупаният материал обаче бива бързо отнесен от водата в долината.
Потокът Шумник (Шуник)  е ляв приток на Лепенца. Той има твърде голям постоянен дебит. Спуска се през необичайни скални пластове. Изворите на река Толминка  и Задлашчица, известни с дълбоките си ждрела, се крият като „неизвестни“ потоци.
Десният приток на Толминка, Леви и особено Десни Пшчак  образуват живописни водопади. В недостъпния каньон на десния приток на Задлашчица – Йелоушчък се крие своеобразен 20-метров „спирален водопад“.

### Сава
На 500 м по-надолу от Черното езеро извира река Савица, със 78-метров водопад . Тя продължава пътя си до едно езеро от ледников произход – Бохинското езеро, а от него – до река Йезерница, която след още 90 м течение се влива в Мостница, вливаща се в Сава Долинка.
Северно от Бохинското езеро се намира живописната долина Войе, през която тече Мостница , която освен с водопадите си, е известна най-вече с ждрелото си, до което туристите имат достъп.
От пътя към рида Блато през дъждовния период може добре да се види широкия, висок около 150 м водопад на река Суха , десен приток на Мостница. Преди да се влее в Йезерница, в Мостница се влива нейния ляв приток, река Рибница.
След сливането на Йезерница и Мостница се образува река Сава Бохинка. Привидно спокойният поток си пробива път над водопадите в долното течение на Рибница  през дълбока клисура. През една по-известна клисура си пробива път река Радовна. Пътят през Бледската клисура  популярен пункт за туристите. На края на клисурите Радовна образува не много високия (13 м), но внушителен водопад Шум .
От долината Тамар , под скалите Понце извира река Надижа . Тя се спуска към долината чрез поредица от водопади, след това се влива в езерото Зеленици , за да се появи като извор на Сава Долинка. В Тамар се стичат няколко потока, които изчезват в каменистата почва. Един от тях, Черната вода, е забележителен със 70-метровия си водопад.
Успоредно на Тамар е разположена долината Мала Пишница . Склоновете около нея са като амфитеатър, около който извират множество малки поточета. Потокът Мала Пишница скоро след извора си образува 30-метров водопад, а след това продължава пътя си през долината с множество по-малки водопади.
Под пътя през прохода Вършич тече Суха Пишница . От пътя, под Присойник (2547 м), може да се види 40-метрови водопад в каньона Худичев жлеб.
Под планинската верига Шпик (2472 м) в масива Мартуляк извира потокът Мартуляк . В горното си течение образува на 100-метров 4-степенен водопад. Достъп за туристи е осигурен до 30-метровия водопад в долното му течение. Пътят дотам преминава през живописна тясна клисура.
Бели поток  е известен с многобройните си водопади, които се спускат в стръмни улеи. Наричат ги също „скакавици“, макар че най-високите са до 35 м.
В началото на долината Врата , изходен пункт за поход към връх Триглав, се намира 52-метровия водопад Перичник . Успоредна на долината Врата е долината Кот . От склоновете около долината извира потокът Котарица. Още в началото образува множество „скакавици“, а също и интересните Слапови у Коту (водопади в Кот). Малко след водопадите Котарица изчезва под земята и под нея продължава пътя си до река Радовна.

### Езера
Най-голямото езеро в Националния парк „Триглав“ е Бохинското езеро , което е от тектонско-ледников произход. Известни са и по-малките Триглавски езера. Едно от тях е Черното езеро, откъдето под земята изтича вода до водопада на Савица. Високо в планината се намират Кришките езера и Крънското езеро .